# Dytiki Mani
Dytiki Mani (Grieks: Δυτική Μάνη) is sedert 2011 een fusiegemeente (dimos) in de Griekse bestuurlijke regio (periferia) Peloponnesos.
De twee deelgemeenten (dimotiki enotita) van de fusiegemeente zijn:
- Avia (Αβία)
- Lefktro (Λεύκτρο)